# الديوان

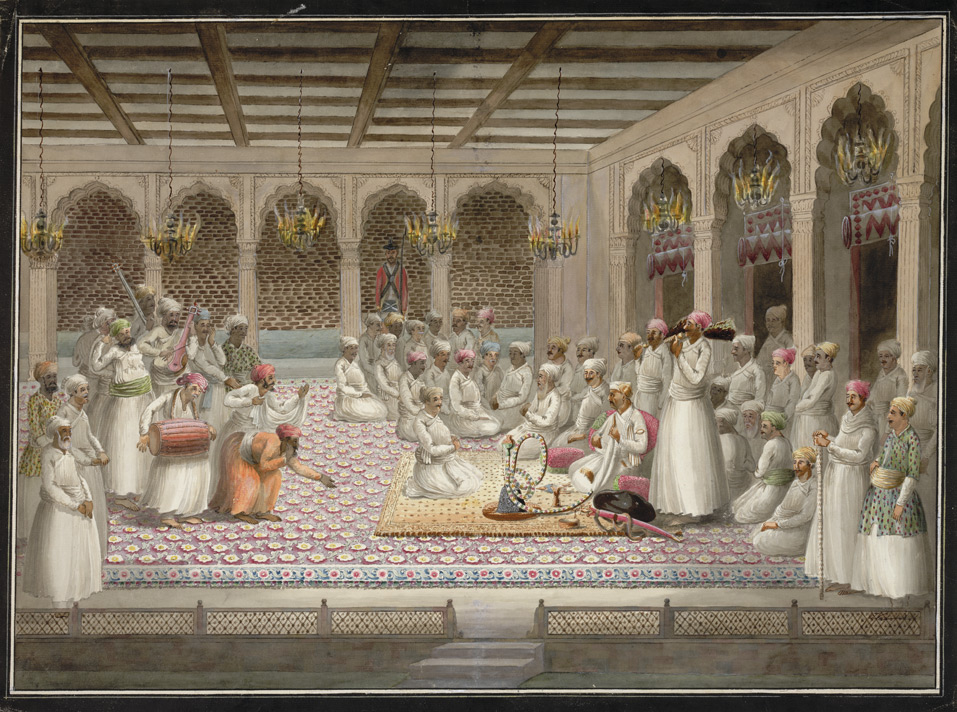

الديوان هو جهاز إداري مضمّن كان يُستخدم في الدول الإسلامية، وتطور بشكل كبير في فترة الدولة العباسية، وثم في الدولة العثمانية والتي كان يتكوّن فيها من الصدر الأعظم وأفراد الطبقة الحاكمة. ومنصب الصدر الأعظم هو أعلى مناصب الدولة بعد منصب السلطان، وكان من يتبوأ هذا المنصب يلعب دور رئيس الوزراء ورئيس الديوان، ومن صلاحياته تعيين قادة الجيش وجميع أصحاب المناصب الإدارية المركزية أو الإقليمية.
أما الطبقة الحاكمة العثمانية فكان يُشار إلى أفرادها باسم «العساكرة» أو «العسكر»، ومفردها «عسكري»، وهي تشمل: الدفتردار، أي الشخص المُكلف بالشؤون المالية وحساب موارد الدولة ومصاريفها؛ الكاهية باشا، وهو الموظف العسكري الذي يتكلف بتسير الشؤون العسكرية للدولة؛ الشاويش باشا (بالتركية العثمانية: چاويش باشا؛ نقحرة: تشاويش پاشا) وهو موظف ينفذ الأحكام القضائية التي يصدرها القضاة؛ رئيس الكتّأب، وشيخ الإسلام وطبقة العلماء.
كان السلطان العثماني هو صاحب القرار النهائي الفاصل في أغلب الأحيان، وقد استمر الأمر على هذا المنوال حتى عهد السلطان مراد الرابع، عندما ازداد نفوذ الديوان وأخذ السلاطين لا يشاركون في جلساته أكثر فأكثر. جرت العادة منذ العهد العثماني على إطلاق تسمية «الباب العالي» على الحكومة العثمانية، وهي تسمية تعني في الأصل قصر السلطان، ومع مرور الوقت أصبح المقصود بالباب العالي: أعلى سلطة تتجسد في قوة السلطان المستمدة من قوة جيشه.

## قائمة أشهر الدواوين في العصر العباسي
في عموم التأريخ الإسلامي يمكن أن نقسم هيكل الحكومة إلى الحكومات التالية: حكومة الوزارة، وحكومة القضاء، وحكومة المظالم، وحكومة الحسبة. ولكل حكومة منهم دواوين متعددة وهم هياكل إدارية، قد عدّ منها حسن الباشا في كتابه دراسات في الحضارة الإسلامية، 102 ديوان. وقد جُمعَت بعض قوانينها في كتاب قوانين الدواوين لابن مماتي المصري، وأشهر هذه الدواوين هي:
- ديوان الجند والجيش
- ديوان الخراج
- ديوان العطاء
- ديوان الصوافي
- ديوان المصادرات
- ديوان النظر في المظالم
- ديوان الإنشاء
- ديوان الخاتم
- ديوان البريد
- ديوان الطراز
- ديوان الجهبذة
- ديوان الأزمة وديوان زمام الأزمة
- ديوان الصدقات
- ديوان الخليفة والعزيز
- ديوان بيت المال
- ديوان المرضى والمقعدين
- ديوان الضياع
- ديوان الاستخراج
- ديوان الخاصة
- ديوان الدار أو الديوان الكبير
  - ديوان المشرق
  - ديوان المغرب
  - ديوان السواد
- ديوان النفقات
- ديوان التوقيع
- ديوان الغض
- ديوان التركات الحشرية
- ديوان الجوالي
- ديوان المطبق
- ديوان العقار أو الأبنية
- ديوان المقاطعات
- ديوان الأوقاف
- ديوان الموالي
- ديوان العطاء
- ديوان الدية
- ديوان الري
- ديوان المستغلات
- ديوان الفض
- ديوان الغض
- ديوان المواريث
- ديوان الأحباس
- ديوان الأشراف
- ديوان الأهراء
- ديوان الخمس
- ديوان الضياع
- ديوان الأحداث والشرطة
- ديوان الأسطول
- ديوان الإقطاع
- ديوان التوقيع